# Pseudalelimma miwai
Pseudalelimma miwai là một loài bướm đêm trong họ Noctuidae.